# Pierre Étienne
Pierre Marius Étienne, né le 12 août 1922 dans le 2e arrondissement de Lyon et mort à Taizé (Saône-et-Loire) le 19 janvier 2011, est un religieux français, poète et frère de la Communauté de Taizé, sous le nom de frère Pierre-Étienne.

## Biographie
Il est le fils d'un artisan tapissier originaire de l'Ardèche. Il fait ses études à la faculté des lettres de Grenoble, de 1942 à 1944, puis devient instituteur suppléant. Il rejoint les Forces françaises combattantes sous le pseudonyme Hamelin. Sa maîtrise de l'allemand en fait un agent du renseignement efficace dans le secteur de Grenoble, au sein du réseau Goélette.  
Après la libération, il fait des études de théologie à la faculté de théologie protestante de Montpellier de 1944 à 1948 et passe une année à l'Union Presbyterian Seminary de Richmond aux États-Unis), en 1949,. Il effectue un stage pastoral au Chambon-sur-Lignon, puis il travaille en Algérie à partir de 1952, d'abord comme pasteur de l'Église réformée de France, à Ménerville, actuelle Thénia, jusqu'en août 1956, puis comme frère de Taizé jusqu'en 1967, en Algérie et en Afrique subsaharienne.
En 1967, il s'installe définitivement à Taizé et travaille principalement à l'atelier d'émaux. Il se fait surtout connaître comme poète et publie plusieurs recueils aux éditions de Taizé. Il participe également au recueil de cantiques Nos cœurs te chantent des Églises de la Fédération protestante de France.

## Poèmes
- Poèmes choisis, éd. Les Presses de Taizé,  (ISBN 2-850403-45-8), 2013

## Galerie

Pierre Etienne
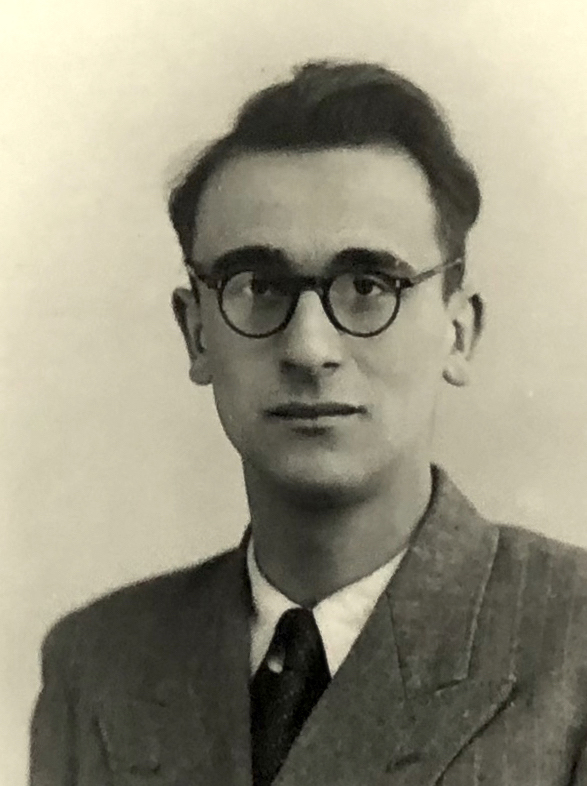
Pierre Étienne en 1947.
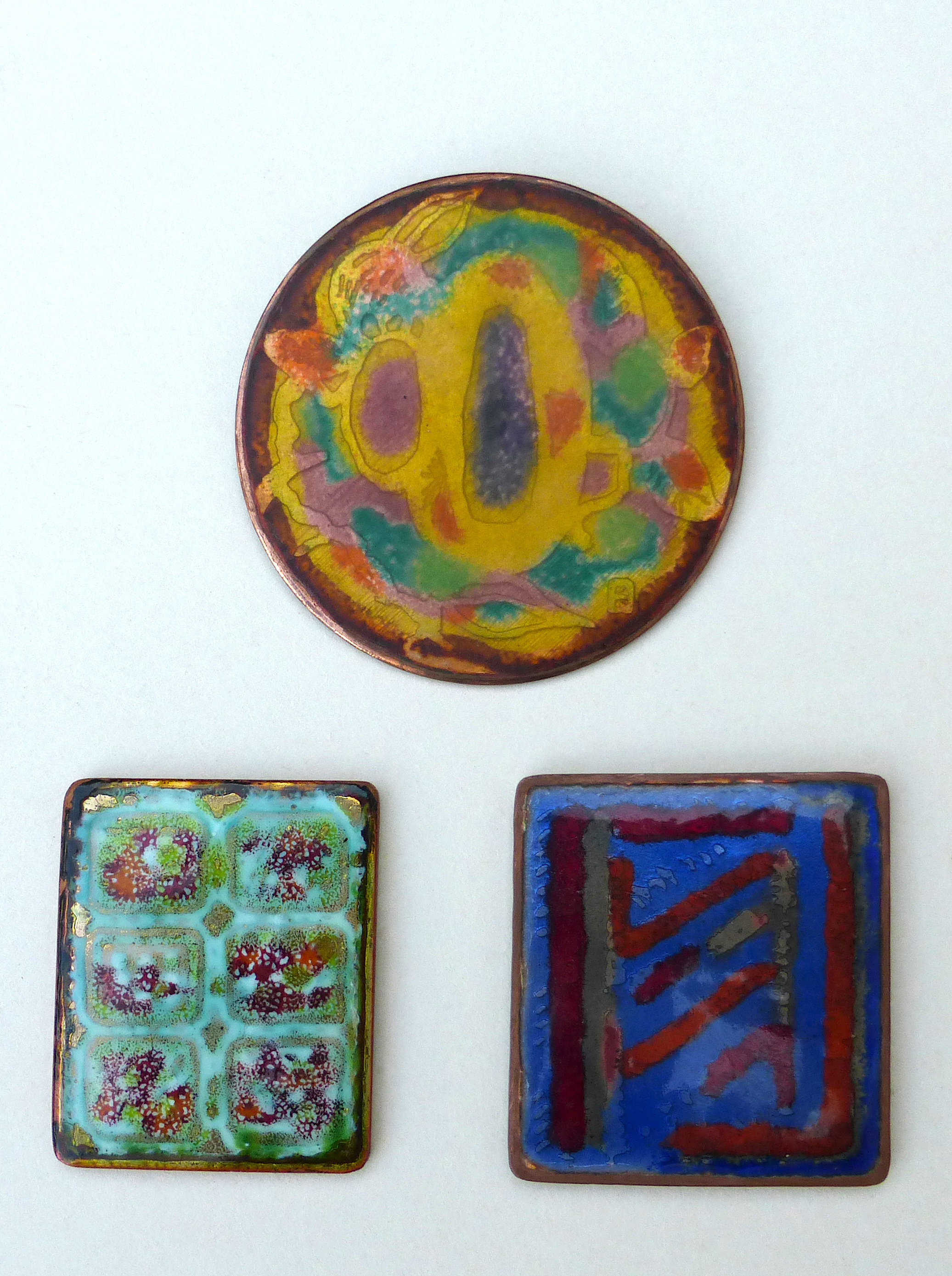
Émaux
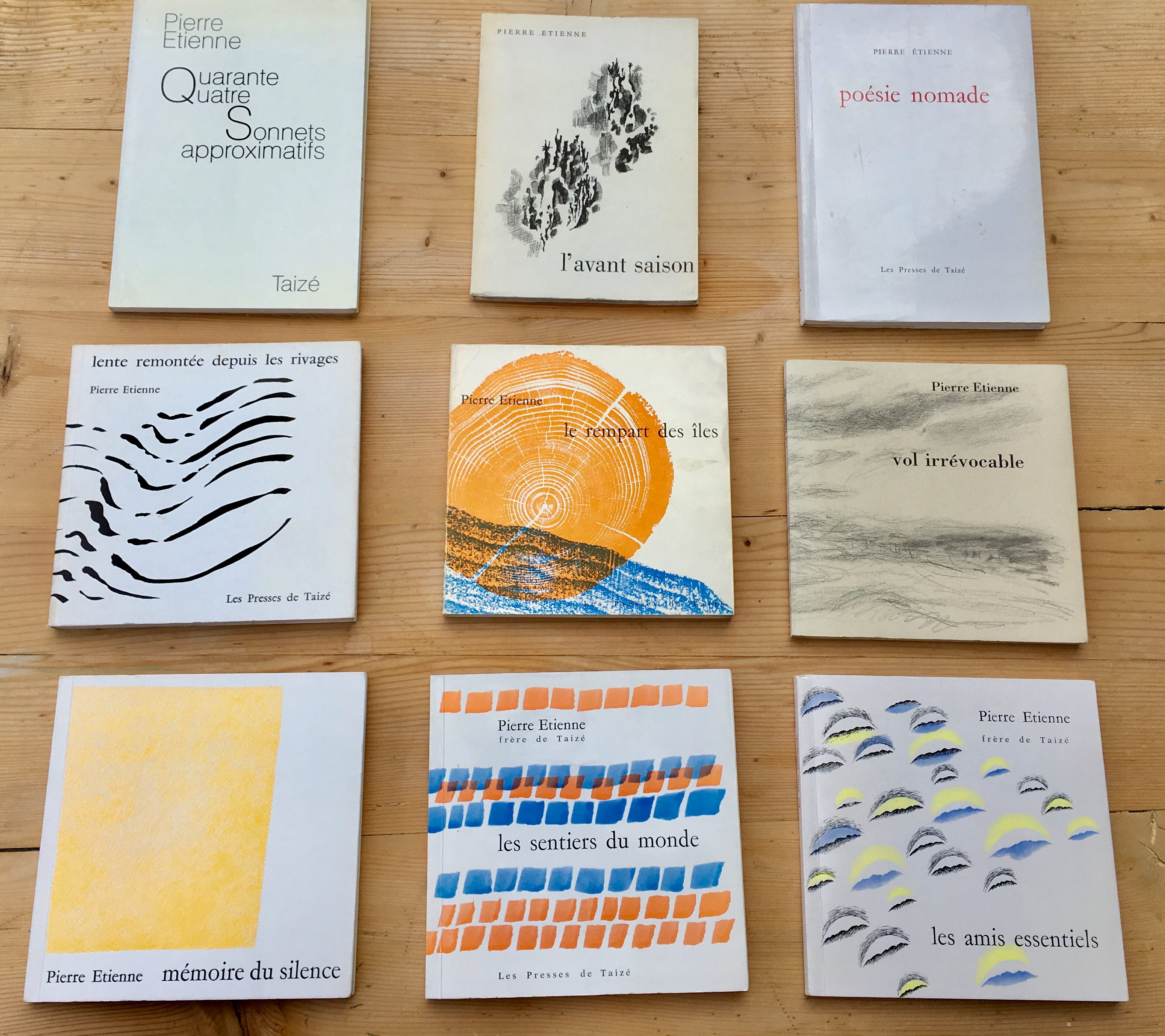
Livres